# シナン・ギュミュシュ
シナン・ギュミュシュ（Sinan Gümüş, 1994年1月15日 - ）は、ドイツ・プフレンドルフ出身のサッカー選手。アンタルヤスポル所属。ポジションはFW。

## 経歴

### クラブ
TSVアーハ=リンツ、SCプフレンドルフなど地元クラブの下部組織を経て、2011年にVfBシュトゥットガルトの下部組織へ加入。2012-13シーズンに3.リーガ所属のセカンドチームへ昇格したものの、トップチームでの出場機会は訪れなかった。
2014年6月、トルコ・スュペル・リグのガラタサライSKへ自由移籍で加入。在籍5年間で公式戦116試合33得点16アシストを記録した。
2019年7月3日、ジェノアCFCへ完全移籍。しかしジェノアでは半年間で3試合の出場に留まり、2020年1月20日にアンタルヤスポルへ半年間のレンタルで移籍した。
2020年8月19日、フェネルバフチェと3年契約（1年延長オプション）を結んだ。

### 代表
U-20世代ではU-20ドイツ代表に選出されていた。

## タイトル
ガラタサライ
- スュペル・リグ : 2017-18, 2018-19